# Signalni procesor
Signalni procesor ali DSP (Digital Signal Processor) se največ uporablja v glasbenih sintetizatorjih, sintetizatorjih govora, v zvočnih kartican. Eden najbolj znanih DSP za glasbene kartice s podporo MIDI je MPU-401.

## Delovanje
Osnovna naloga signalnega procesorja je poustvariti umeten signal. Ta naj bi bil čim bolj podoben zapisu naravnega ali drugega signala, ki ga ima že tovarniško vgrajenega v ROM oz. v logiko PLA ali ga je program že prej vanj programiral v izbrisljiv statični pomnilnik RAM. Sam DSP dobi kot vhodne parametre: 

1. Zaporedno številko vzorca (sample), ki ga bo poustvaril.

2. Dolžino signala, navadno v tisočinkah sekunde, procesorskih ciklih, redkeje v ciklih tipkovnice (okoli 1/9 sekunde, PC).

3. Pravila za spremembo izhoda - npr. za pol tona višji ali nižji zvok, podaljšanje trajanja, ponavljanje zadnje sekvence 3xkrat, ipd...
Kot izhod da DSP analogen ali digitalen signal, odvisno od izvedbe. Analogen električni signal je običajno usmerjen k zvočnikom ali k ojačevalniku.

## Kratka zgodovina
Prvi osebni računalnik z relativno kvalitetnim DSP je bil Commodore 64, nato se je pojavil Atari ST, ki je dolgo bil pravi standard za glasbenike. Šele s pojavom zvočnih kartic SoundBlaster za PC je bila odpravljena tržna niša. 
Več pod geslom zvočna kartica.